# Delta Crateris
Delta Crateris (δ Crt, δ Crateris) là tên của một ngôi sao đơn độc nằm trong chòm sao Cự Tước. Với cấp sao biểu kiến của nó là 3,56, nghĩa là nó là ngôi sao sáng nhất trong chòm sao mờ nhạt của nó. Giá trị thị sai đo được từ trái đất của nó là 17,56 mas, điều này nghĩa là khoảng cách của nó với mặt trời của chúng ta là khoảng xấp xỉ 163 ± 4 năm ánh sáng.
Nó là một ngôi sao khổng lồ có ánh sáng cam đã tiến hóa với phân loại quang phổ của nó là K0 III. Nó là một thành viên trong một nhóm sao mà tạo ra năng lượng từ phản ứng hợp thành nhiệt hạch của Heli ở lõi sao. Mặc dù khối lượng của nó chỉ khoảng 1,56 lần khối lượng mặt trời , nhưng bán kính của nó gấp 22,44 ± 0.28 lần bán kính của mặt trời.
Độ kim loại của ngôi sao này (tức là sự có mặt của các nguyên tố ngoài Hydro và Heli tại lõi sao) thì chỉ bằng 33% độ kim loại của mặt trời. Tuổi của nó là khoảng xấp xỉ 2,89 tỉ năm với tốc độ tự quay quanh trục của nó là 0,0 km/s (giá trị của nó quá nhỏ, không thể tính toán được dựa trên các dữ liệu thu thập từ các quan sát). Delta Crateris phát sáng gấp 171.4 ± 9.0 lần khi so sánh với mặt trời với nhiệt độ hiệu dụng nơi quang cầu của nó là 4,510 ± 15 Kelvin.

## Dữ liệu hiện tại
Theo như quan sát, đây là một ngôi sao nằm trong chòm sao Cự Tước và dưới đây là một số dữ liệu khác:
Xích kinh 11h 19m 20.44756s
Độ nghiêng −14° 46′ 42.7413″
Cấp sao biểu kiến 3.56
Cấp sao tuyệt đối −0.321
Vận tốc hướng tâm −494±021
Loại quang phổ K0 III
Giá trị thị sai 20.0507 ± 0.5308 mas